# Sprintvärldsmästerskapen i kanotsport 1993
Sprintvärldsmästerskapen i kanotsport 1993 anordnades i Köpenhamn i Danmark.

## Medaljsummering
| Pl.    | Nation         | Guld | Silver | Brons | Totalt |
| ------ | -------------- | ---- | ------ | ----- | ------ |
| 1      | Tyskland       | 7    | 1      | 6     | 14     |
| 2      | Ungern         | 5    | 5      | 2     | 12     |
| 3      | Sverige        | 2    | 3      | 1     | 6      |
| 4      | Danmark        | 3    | 2      | 0     | 5      |
| 5      | Ryssland       | 1    | 2      | 2     | 5      |
| 6      | Norge          | 1    | 1      | 1     | 3      |
| 7      | Kanada         | 0    | 1      | 2     | 3      |
| 8      | Rumänien       | 0    | 1      | 2     | 3      |
| 9      | Polen          | 0    | 2      | 0     | 2      |
| 10     | Tjeckien       | 0    | 1      | 1     | 2      |
| 11     | Ukraina        | 0    | 0      | 2     | 2      |
| 12     | Bulgarien      | 1    | 0      | 0     | 1      |
| 13     | Finland        | 1    | 0      | 0     | 1      |
| 14     | Lettland       | 1    | 0      | 0     | 1      |
| 15     | Frankrike      | 0    | 1      | 0     | 1      |
| 16     | Italien        | 0    | 1      | 0     | 1      |
| 17     | Storbritannien | 0    | 1      | 0     | 1      |
| 18     | Australien     | 0    | 0      | 1     | 1      |
| 19     | Slovakien      | 0    | 0      | 1     | 1      |
| 20     | Spanien        | 0    | 0      | 1     | 1      |
| Totalt | Totalt         | 22   | 22     | 22    | 66     |

### Herrar

#### Kanadensare
| Gren        | Guld                                                            | Tid | Silver                                                                      | Tid | Brons                                                                                | Tid |
| C-1 500 m   | Nikolai Buhalov (BUL)                                           |     | György Kolonics (HUN)                                                       |     | Steve Giles (CAN)                                                                    |     |
| C-1 1000 m  | Ivans Klementjevs (LAT)                                         |     | Victor Partnoi (ROU)                                                        |     | Matthias Röder (GER)                                                                 |     |
| C-1 10000 m | Zsolt Bohács (HUN)                                              |     | Pavel Bednar (CZE)                                                          |     | Andreas Dittmer (GER)                                                                |     |
| C-2 500 m   | Ungern György Kolonics Csaba Horváth                            |     | Danmark Christian Frederiksen Arne Nielsson                                 |     | Tyskland Andreas Dittmer Gunar Kirchbach                                             |     |
| C-2 1000 m  | Danmark Christian Frederiksen Arne Nielsson                     |     | Frankrike Olivier Boldin Didier Hoyer                                       |     | Tyskland Ulrich Papke Ingo Spelley                                                   |     |
| C-2 10000 m | Danmark Christian Frederiksen Arne Nielsson                     |     | Storbritannien Andrew Train Stephen Train                                   |     | Ukraina Andrij Balabanov Viktor Dobrotvorskyj                                        |     |
| C-4 500 m   | Ungern Ervin Hoffman Attila Szabó Gáspár Boldiszár Ferenc Novák |     | Ryssland Andrej Kabanov Sergej Tjemerov Pavel Konovalov Aleksandr Kostoglod |     | Tjeckien Petr Procházka Roman Dittrich Waldemar Fibgir Tomáš Křivánek                |     |
| C-4 1000 m  | Ungern Imre Pulai György Kolonics Tibor Takács Csaba Horváth    |     | Ryssland Andrej Kabanov Sergej Tjemerov Pavel Konovalov Aleksandr Kostoglod |     | Ukraina Viktor Dobrotvorskyj Serhij Osadtjyj Andrij Balabanov Oleksandr Kalynytjenko |     |

#### Kajak
| Gren        | Guld                                                                      | Tid | Silver                                                                | Tid | Brons                                                                       | Tid |
| K-1 500 m   | Mirko Kolehmainen (FIN)                                                   |     | Renn Crichlow (CAN)                                                   |     | Daniel Collins (AUS)                                                        |     |
| K-1 1000 m  | Knut Holmann (NOR)                                                        |     | Thor Nielsen (DEN)                                                    |     | Marin Popescu (ROU)                                                         |     |
| K-1 10000 m | Thor Nielsen (DEN)                                                        |     | Knut Holmann (NOR)                                                    |     | Attila Szabó (SVK)                                                          |     |
| K-2 500 m   | Tyskland Kay Bluhm Torsten Guitsche                                       |     | Polen Maicej Freimut Wojciech Kurpiewski                              |     | Spanien José Manuel Sánchez Juan José Roman                                 |     |
| K-2 1000 m  | Tyskland Kay Bluhm Torsten Guitsche                                       |     | Italien Antonio Rossi Daniele Scarpa                                  |     | Sverige Gunnar Olsson Kalle Sundqvist                                       |     |
| K-2 10000 m | Ungern Zsolt Borhi Attila Ábrahám                                         |     | Sverige Gunnar Olsson Kalle Sundqvist                                 |     | Norge Torgeir Toppe Peter Ribe                                              |     |
| K-4 500 m   | Ryssland Viktor Denisov Anatolij Tisjtjenko Aleksandr Ivanik Oleg Gorobij |     | Tyskland Thomas Reineck Oliver Kegel André Wohllebe Mario von Appen   |     | Ungern Zsolt Gyulay Vince Fehérvári Gábor Horváth Attila Ábrahám            |     |
| K-4 1000 m  | Tyskland Thomas Reineck Oliver Kegel André Wohllebe Mario von Appen       |     | Ungern Zsolt Gyulay Zsolt Borhi Gábor Horváth Attila Ábrahám          |     | Ryssland Viktor Denisov Anatolij Tistjenko Aleksandr Ivanik Oleg Gorobij    |     |
| K-4 10000 m | Tyskland Thomas Reineck Oliver Kegel André Wohllebe Mario von Appen       |     | Polen Andrzej Gryczko Piotr Markiewicz Maciej Freimut Grzegorz Kaleta |     | Ryssland Sergej Verlin Vladimir Bobresjov Georgij Tsybulnikov Sergej Galkov |     |

### Damer

#### Kajak
| Gren       | Guld                                                               | Tid | Silver                                                                | Tid | Brons                                                     | Tid |
| K-1 500 m  | Birgit Schmidt (GER)                                               |     | Anna Olsson (SWE)                                                     |     | Caroline Brunet (CAN)                                     |     |
| K-1 5000 m | Susanne Gunnarsson (SWE)                                           |     | Rita Kőbán (HUN)                                                      |     | Birgit Schmidt (GER)                                      |     |
| K-2 500 m  | Sverige Agneta Andersson Anna Olsson                               |     | Ungern Kinga Czigány Szilvia Mednyánszky                              |     | Tyskland Ramona Portwich Anett Shuck                      |     |
| K-2 5000 m | Tyskland Ramona Portwich Anett Schuck                              |     | Ungern Éva Dónusz Erika Mészáros                                      |     | Rumänien Carmen Simion Sanda Toma                         |     |
| K-4 500 m  | Tyskland Birgit Schmidt Ramona Portwich Anett Schuck Daniela Gleue |     | Sverige Agneta Andersson Anna Olsson Maria Haglund Suzanne Rosenquist |     | Ungern Kinga Czigány Éva Dónusz Rita Kőbán Erika Mészáros |     |